# Carlsbad (California)
Carlsbad è una città della contea di San Diego nello Stato della California, USA. La città ha 88 200 abitanti (2004) e si estende su un'area di 105,6 km².

## Parco divertimenti
A Carlsbad si trova un parco tematico Legoland del noto produttore danese di giocattoli LEGO.

## Aziende
- RAGE Technology Group, o meglio conosciuta come RAGE; fa parte del gruppo Rockstar Games e si occupa dello sviluppo del motore grafico RAGE, lavora insieme a Rockstar San Diego;
- Razer[1]
- TaylorMade, azienda di equipaggiamento di Golf